# McNamara-Insel
Die McNamara-Insel ist eine 10 km lange und größtenteils vereiste Insel vor der Eights-Küste des westantarktischen Ellsworthlands. Sie liegt 30 km östlich der Dustin-Insel und ist teilweise vom nördlichen Ende des Abbot-Schelfeises eingeschlossen.
Entdeckt wurde sie vom US-amerikanische Polarforscher Richard Evelyn Byrd, Leiter der United States Antarctic Service Expedition (1939–1941), bei einem Überflug am 27. Februar 1940. Byrd benannte sie nach John B. McNamara (* 1891), Bootsmann auf der Jacob Ruppert bei Byrds zweiter Antarktisexpedition (1933–1935).